# Königreich Jimma
Das Königreich Jimma war eines von mehreren Königreichen, die sich im 19. Jahrhundert in der Region Gibe im Südwesten von Äthiopien bildeten. 
Im Westen wurde es durch Limmu-Ennarea und im Osten durch Janjero, Teil des Königreichs Sidamo, begrenzt. Die südliche Grenze zum Königreich Kaffa bildete der Fluss Gojeb. Jimma galt in militärischer Hinsicht als das mächtigste der Gibe-Königreiche. 
Der König handelte als Despot. Die Bewohner von Jimma galten untereinander in vielen Fragen als gleichwertig: Jedem war der Besitz von Eigentum gestattet und es gab keinen Adel.

## Wirtschaft
Bis 1945 waren in Jimma, wie auch im übrigen Äthiopien, vor allem Maria-Theresien-Taler (MT) und Amole (Salzbarren) als Zahlungsmittel in Gebrauch.
Ebenso wie in den übrigen Gibe-Königreichen, war Jimma eine Quelle für den Sklavenhandel. Bis zur Zeit Menelik II. wurden Sklaven öffentlich verkauft. Den Berichten Lewis zufolge besaß der König Abba Jifar II. bis zu 10.000 Sklaven.
Bis in die 1930er Jahre setzte sich der Handel mit Sklaven unter Ausschluss der Öffentlichkeit fort. Der Besitz von Sklaven war jedoch kein Geheimnis, bis es schließlich dem Kaiser Haile Selassie sowie den italienischen Besetzern gelang, diesen abzuschaffen. (Siehe auch ostafrikanischer Sklavenhandel, innerafrikanischer Sklavenhandel.)
Die Lebensbedingungen der Sklaven in Jimma waren für gewöhnlich menschlich; sie durften heiraten, der Besitz von Eigentum (inklusive Sklaven) war ihnen gestattet und sie durften die Dinge erben, die ihre Eltern angehäuft hatten. Familien wurden selten auseinandergerissen. Sie besaßen jedoch offiziell keinerlei Rechte und konnten jederzeit grundlos geschlagen werden. Geflohene Sklaven wurden geschlagen und in Ketten gelegt.
Erst zur Zeit von König Abba Jifar II. wurde Kaffee (Arabica-Kaffee) kommerziell angebaut. Eine weitere Einkommensquelle bestand in der Extraktion von Öl der Zibetkatze, das zur Herstellung von Parfüm verwendet wurde.

## Geschichte
Die Anfänge der Geschichte Jimmas liegen im Dunkeln. Es ist jedoch bekannt, dass vor der Völkerwanderung der Oromo dieses Gebiet ein Teil des Königreichs Kaffa war. Einer Legende zufolge führte eine große Zauberin und „Königin“ namens Makhore eine Anzahl (Angaben schwanken zwischen fünf und zehn) Oromo-Stämme nach Jimma. Sie trug einen boku (für gewöhnlich Eigentum des abba boku beziehungsweise Führers im hierarchischen Altersklassen-System, gada), welcher, sobald er die Erde berührte, diese beben ließ und Furcht unter den Menschen verbreitete. 
Man sagt, dass sie mit diesem boku die hier ansässigen Kaffa über den Gojeb-Fluss vertrieb. Diese Darstellung scheint darauf hinzudeuten, dass die Oromo als Eindringlinge die ursprünglich hier lebenden Menschen aus dem Gebiet vertrieben. Herbert S. Lewis stellt dazu jedoch fest, dass die Oromo-Gesellschaft andere Völker assimilierte. 
Wenn die Oromo ethnische Unterschiede machten, so spiegeln sich diese ausschließlich in der Geschichte verschiedener Verwandtschaftsgruppen wider.
Schließlich wurden die Oromo unzufrieden mit der Herrschaft Makhores, nahmen ihr durch eine List ihre Unschuld und zerstörten ihre Macht. Die Wege der zahlreichen Stämme verliefen von da an getrennt. Sie waren locker in einem Bündnis zusammengefasst, welches seine Zusammenkünfte in Hulle abhielt und Gesetze durch den abba boku verabschiedete. Zu jener Zeit wurde Jimma als Jimma Kaka bezeichnet.
Anfangs waren die Badi aus Sak’a der dominierende Clan, was zu der alternativen Bezeichnung Jimma Badi führte. Später, im 18. Jahrhundert, begannen jedoch die Diggo aus Mana ihren Einflussbereich auszudehnen, bezwangen dabei den Lalo-Clan in der Nähe von Jiren und erlangten Zugang zum Markt- und Handelszentrum Hirmata, dem heutigen Jimma.
Unter Abba Jifar I. schließlich wurde das Königreich vereinigt und von da an häufig als Jimma Abba Jifar bezeichnet. Der König Abba Jifar konvertierte zum Islam und begann den langwierigen Prozess der Konversion des gesamten Königreichs zu dieser Religion.
Unter dem König Abba Gomo wurde das alte Königreich Garo bezwungen und in Jimma eingegliedert. Der König siedelte reiche Männer aus seinem Reich im ehemaligen Staat an und holte bedeutende Männer aus Garo nach Jiren, wodurch er eine Integration der beiden Verfassungen erzielte.
Kurz nach der Thronbesteigung seines Sohns Abba Jifar II. machte sich die Macht der Negus von Shewa zum ersten Mal seit Jahrhunderten in der Region Gibe bemerkbar. Lewis führt dazu an: „Borrelli, Franzoj and other travellers accorded him little hope of retaining his kingdom for long.“ (Borrelli, Franzoj und andere Reisende sprachen ihm wenig Mut zu sein Königreich längere Zeit behalten zu können.) Dem weisen Rat seiner Mutter Gumiti folgend, unterwarf er sich Menelik II. und stimmte der Zahlung von Tribut an den Negus zu. Den Königen benachbarter Reiche empfahl er, seinem Beispiel zu folgen. Keiner dieser folgte jedoch seinem Rat, wodurch der König Abba Jifar unerwartet enthusiastisch seinem Herrn half, seine Nachbarn zu besiegen. So fielen Kullo 1889, Walamo 1894 und Kaffa 1897 an Shewa. Im Jahr 1928 beliefen sich die Tributzahlungen von Jimma auf 87.000 MT plus 15.000 MT für die Armee.
Nach dem Tod von Abba Jifar, nutzte der Kaiser Haile Selassie die Gelegenheit, um sich Jimma endgültig einzuverleiben. Das Land wurde offiziell in den äthiopischen Staat eingegliedert. Bei der Neugliederung der Regionen 1942, verschwand es in der Region Kaffa.